# Lee Jung-soo
Lee Jung-soo (Gimhae, 8. siječnja 1980.) bivši je južnokorejski nogometaš koji je igrao na poziciji središnjeg braniča.